# 奥山健太
奥山 健太（おくやま けんた、1990年10月20日 - ）は、日本の若手実業家、投資家。

## 経歴
- 2009年（当時19歳）、AvecDogPresenceを設立。

同社は、個人事業主としてペットと飼い主の洋服をオーダーメイドとして販売を行うインターネット販売サービスである。生地の仕入れから縫製・デザイン・装飾までを社内で一元で行い、モデルともコラボしていた。2013年にインターネット閉鎖している。
- 2014年（当時23歳）より、法人を設立し、コンサルティングサービスを主に展開を進める。